# Mesosàurids
Els mesosàurids (Mesosauridae, "llangardaixos mitjans") eren una família de petits rèptils marins que visqueren durant el període Permià, aproximadament fa 320 a 280 milions d'anys. Aquests foren els primers rèptils que retornaren al mar després d'haver evolucionat a terra ferma.